# مولدووا ۲۴۱۹
سیارک ۲۴۱۹ (به انگلیسی: 2419 Moldavia، نامگذاری:1974SJ) دو هزار و چهارصد و نوزدهمین سیارک کشف شده‌است که در ۱۹ سپتامبر ۱۹۷۴ کشف شد.
قدر مطلق سیارک برابر ۱۳٫۶۰ است.